# Cyprinella caerulea
 Cyprinella caerulea és una espècie de peix cipriniforme de la família dels ciprínids.

## Morfologia
Els mascles poden assolir els 10 cm de longitud total.

## Distribució geogràfica
Es troba a Nord-amèrica: Tennessee i des del nord-oest de Geòrgia fins a Alabama.